# Богомолов Дмитро Васильович
Дмитро Васильович Богомолов (1890, Санкт-Петербург, Російська імперія — 7 травня 1938, Комунарка, Московська область, Російська РФСР, СРСР) — український та радянський дипломат.
Жертва сталінського терору.

## Біографія
Народився у 1890 році в Санкт-Петербурзі.
У 1920 — працював завідувачем Інформаційного бюро наркомату іноземних справ РРФСР в Одесі.
З 1920 — завідувач Відділу друку наркомату закордонних справ Української РСР.
До 1922 — секретар представництва УРСР в РРФСР.
З 1922 по 16 липня 1923 — 1-й секретар повноважних представництв УРСР в Австрії та Німеччині, очолював дипломатичні місії до їх об'єднання з представництвами СРСР.
З 17 липня 1923 до 14 листопада 1924 — 1-й секретар повноважного представництва СРСР в Австрії.
До 26 травня 1927 — 1-й секретар повноважного представництва СРСР у Великій Британії. Повірений у справах СРСР у Великій Британії.
З 17 вересня 1927 по 1 грудня 1929 — повноважний представник СРСР в Польщі.
З 1929 до 1932 — радник повноважного представництва СРСР у Великій Британії.
З 22 березня 1933 по 7 жовтня 1937 — повноважний представник СРСР в Китаї.

## Репресії
13 жовтня 1937 — заарештований. Засуджений ВКВС СРСР 7 травня 1938 року за участь в антирадянській терористичній організації. Розстріляний 7 травня 1938 року, похований в Московській області в смт Комунарка.
Реабілітований у липні 1957 року Військовою колегією Верховного суду СРСР.